# Aubercourt
Aubercourt är en kommun i departementet Somme i regionen Hauts-de-France i norra Frankrike. Kommunen ligger i kantonen Moreuil som tillhör arrondissementet Montdidier. År 2022 hade Aubercourt 72 invånare.

## Befolkningsutveckling
Antalet invånare i kommunen Aubercourt
| Referens: INSEE |